# Dommitzsch
Dommitzsch (górnołuż. Domič) – miasto w Niemczech, w kraju związkowym Saksonia, w okręgu administracyjnym Lipsk, w powiecie Nordsachsen, siedziba wspólnoty administracyjnej Dommitzsch.
Dommitzsch leży ok. 1 km na zachód od Łaby i jest najbardziej wysuniętą miejscowością na północ Saksonii.

## Bibliografia

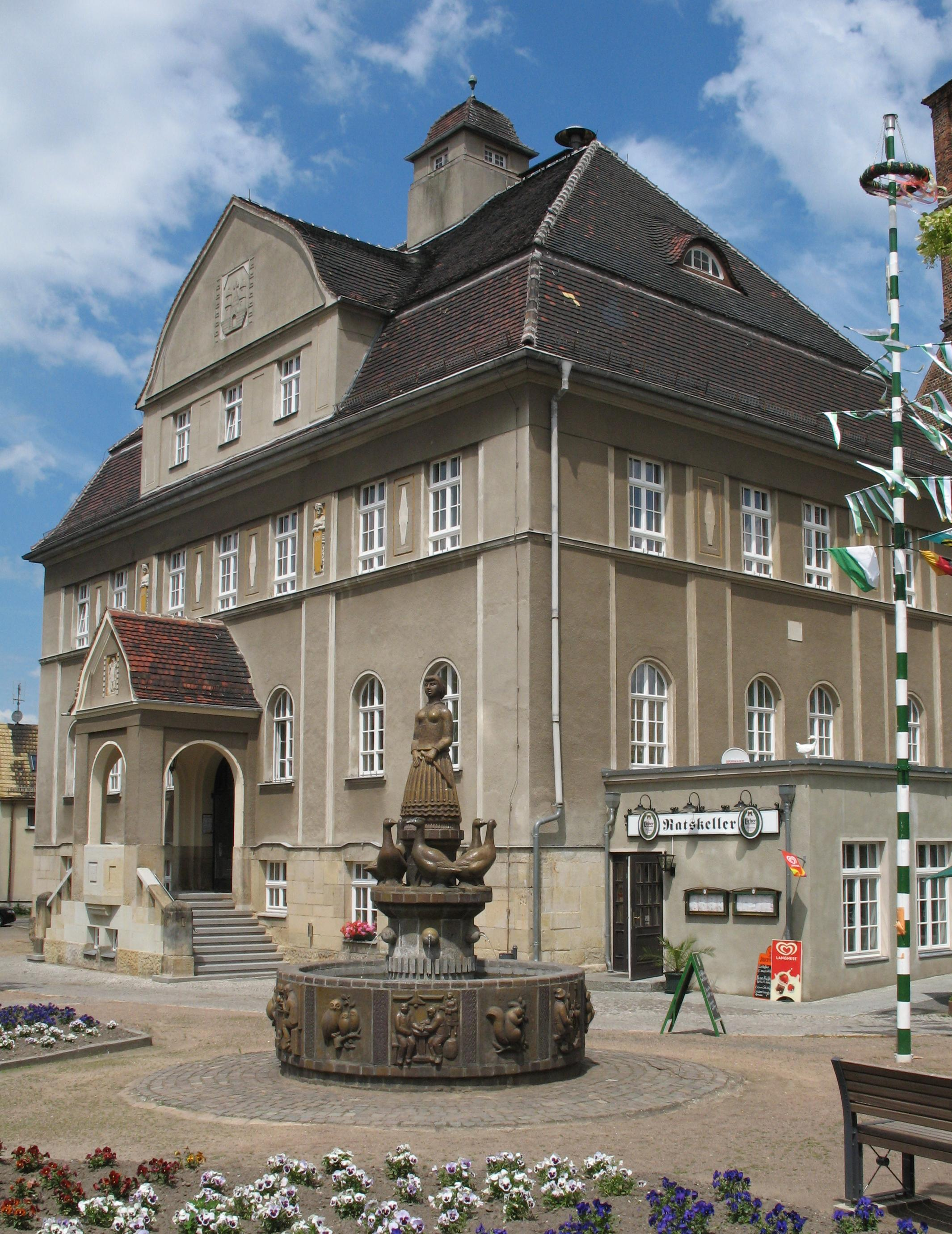
Ratusz